# Nieśmiałość miłosna
Nieśmiałość miłosna (ang. love shyness) – rodzaj nieśmiałości wobec drugiej płci, opisany po raz pierwszy w 1979 przez psychologa Briana G. Gilmartina. Jest to nieśmiałość chroniczna i poważna. 
Dr. Gilmartin badał to zjawisko wyłącznie na grupie heteroseksualnych mężczyzn. Zgodnie z jego badaniami, ludzie z nieśmiałością miłosną mają problemy w nawiązaniu rozmów z kobietami, z powodu głębokiego odczucia lęku. 
Jego książka na ten temat została opublikowana po raz pierwszy w 1987 przez wydawnictwo University Books uniwersytetu w Auburn. W 1989 ukazała się popularna wersja książki, ze wstępem E. Michael Gutmana, wówczas przewodniczącego Towarzystwa Psychologicznego na Florydzie.

## Definicja Gilmartina
Gilmartin daje kilka kryteriów dla rozpoznania nieśmiałości miłosnej:
- Bycie mężczyzną.
- Brak wcześniejszych kontaktów seksualnych.
- Rzadkie spotykanie się z kobietami.
- Cierpienie z powodu braku koleżanek, z powodu własnej nieśmiałości.
- Lęk na samą myśl o spotkaniu twarzą w twarz z kobietą.
- Odczuwanie pociągu seksualnego tylko do kobiet. (Nieśmiałość miłosna nie ma zdaniem Gilmartina nic wspólnego z homoseksualizmem).